# Oberlangenegg
Oberlangenegg ist eine Einwohnergemeinde im Schweizer Kanton Bern. Sie gehört zum Verwaltungskreis Thun.

## Geographie
Die Gemeinde liegt auf einer Hochebene inmitten einer Hügellandschaft und ist stark bewaldet. Grösste Siedlung ist Kreuzweg (Chrüzweg; 921 m ü. M.; nicht zu verwechseln mit dem Kreuzweg in der Nachbargemeinde Unterlangenegg). Sonst gibt es keine Weiler, sondern nur noch Häusergruppen und Einzelgehöfte. Vom gesamten Gemeindeareal von 915 ha sind 49,1 % von Wald und Gehölz bedeckt, 45,6 % landwirtschaftliche Nutzfläche und nur 4,5 % Siedlungsfläche.
Oberlangenegg grenzt im Westen an Unterlangenegg, im Norden an Wachseldorn, im Nordosten an Röthenbach im Emmental und im Süden an Eriz und Teuffenthal.

## Bevölkerung
Ende 2023 lebten 484 Personen in Oberlangenegg.

### Sprachen
Die Bevölkerung spricht im Alltag eine hochalemannische Mundart, die zu den Dialekten des Berndeutschen gehört. Bei der letzten Volkszählung im Jahr 2000 gaben 97,93 % Deutsch, 1,04 % Albanisch und 0,62 % Französisch als Hauptsprache an.

### Religionen – Konfessionen
In früheren Zeiten gehörte die gesamte Einwohnerschaft zur Evangelisch-Reformierten Landeskirche. Durch Zuwanderung aus anderen Regionen der Schweiz und dem Ausland und durch Kirchenaustritte hat sich dies geändert. Heute (Stand 2000) sind 91,91 % evangelisch-reformierte- und 1,24 % römisch-katholische Christen. Daneben gibt es 2,90 % Muslime und 2,07 % Konfessionslose. 1,87 % verweigerten die Auskunft zum Glaubensbekenntnis.

### Herkunft – Nationalität
Anfang 2005 waren von den Einwohnern 472 (=98,54 %) Schweizer Staatsangehörige und sieben zugewanderte Personen aus anderen Ländern. Bei der letzten Volkszählung im Jahr 2000 waren 96,68 % Schweizer Bürger, darunter war eine Person mit doppelter Staatsangehörigkeit. Die wenigen Einwanderer sind meist Albaner aus dem Kosovo und Mazedonien.

## Politik
Die Gemeindebehörde besteht aus einem fünfköpfigen Gemeinderat. Gemeindepräsident ist Herbert Blum (Stand 2025).
Die Stimmenanteile der Parteien anlässlich der Nationalratswahl 2023 betrugen: SVP 70,0 % (+0,1 %), SP 6,7 % (+2,2 %), glp 4,8 % (+1,1 %), EDU 4,2 % (+−1,8 %), GPS 3,9 % (−0,4 %), Mitte 2,9 % (−2,3 %), FDP 2,9 % (+1,4 %), EVP 0,9 % (−1,3 %).

## Sport
Der EHC Oberlangenegg ist der Eishockeyverein der Gemeinde und Umgebung. Seit Jahren stieg die 1. Mannschaft zwischen der 2. und 3. Liga immer wieder auf und ab. Aber seit der Saison 2005/06 konnte sich die Mannschaft in der 2. Liga behaupten und erreichte in den Play-offs die Viertelfinals. Auch die zweite Mannschaft konnte sich seit der Saison 2005/06 in der 3. Liga festigen.

## Verkehr
Die Gemeinde ist durch die Buslinie 42 der STI Thun–Schwarzenegg–Heimenschwand ans Netz des öffentlichen Verkehrs angeschlossen. Der Ort liegt an der Schallenbergstrasse von Thun nach Wolhusen-Luzern.

## Abwasser
Zur Reinigung des Abwassers wurde die Gemeinde an die ARA Thunersee in der Uetendorfer Allmend angeschlossen.

## Persönlichkeiten
- Beat Gerber (* 1982), Eishockeyspieler